# Sillon préchiasmatique
Le sillon préchiasmatique (ou gouttière optique) est une dépression transversale du haut du corps du sphénoïde, en-dessous du chiasma optique.
Il se prolonge latéralement par les deux canaux optiques parcourus par les nerfs optiques et les artères ophtalmiques.
À l'avant, le sillon est séparé du jugum sphénoïdal par le limbe sphénoïdal. Il est séparé à l'arrière de la selle turcique par le tubercule de la selle.